# Sven Ekblom (konstnär)
Sven Axel Ekblom, född 28 december 1898 i Stockholm, död där 7 juni 1987, var en svensk tecknare.
Ekblom studerade vid Högre konstindustriella skolan 1917-1920 och vid Konsthögskolan 1921-1922 samt under studieresor till Berlin och München. Han var från 1925 anställd som tecknare vid Riksmuseet i Stockholm. Som illustratör har han medverkat i ett flertal vetenskapliga och populärvetenskapliga arbeten samt utfört teckningarna till Nils Palmgrens beskrivningar av kungens samlingar av kinesiska antikviteter. Han medverkade med färgbilder till Nordisk Familjebok och Alfred Brehms Djurens liv.
Sven Ekblom var son till Axel Ekblom och Theresia Jansson samt bror till Bruno Ekblom.